# East Machias

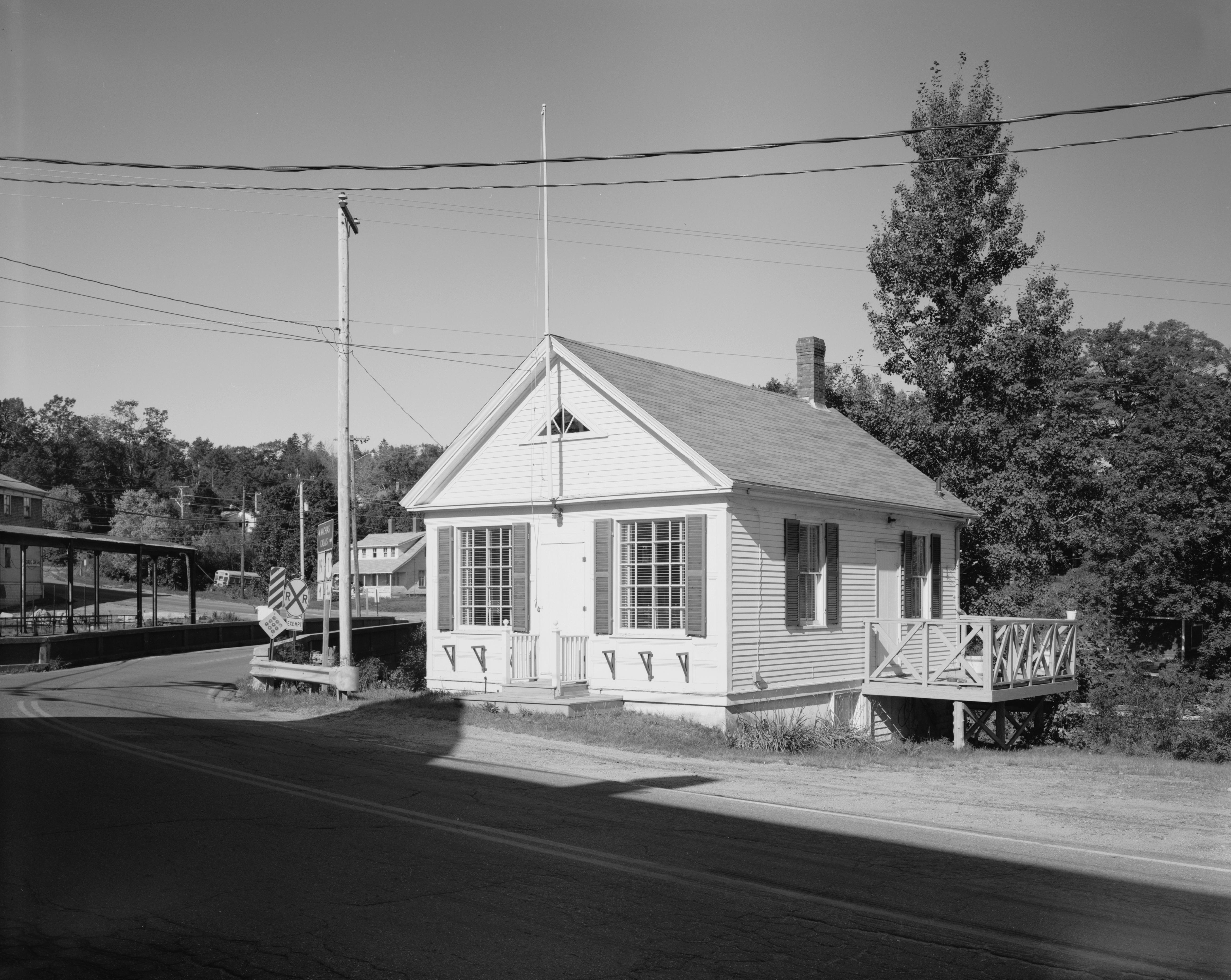
Front urzędu pocztowego East Machias w hrabstwie Washington w stanie Maine w Stanach Zjednoczonych.

East Machias – miasto w Stanach Zjednoczonych, w stanie Maine, w hrabstwie Washington.